# Ladislav Demeter
Ladislav Demeter (25. maj 1981) srpski je teniser. 
Rodom je Mađar.Najveći trag je ostavio kao trener TK Spartak i reprezentacije Srbije.
Višestruki pojedinačni prvak Vojvodine i juniorski prvak SRJ u igri parova bio je 1996 i 1997 kao član TK Spartak.

## Klubski trenerski uspesi
- Seniorska muška ekipa TK Spartak pod njegovim vođstvom osvojila naslov prvaka države Srbija 2019,2020,2023 i 2024 godine .[1]Spartak osvojio Ekipno prvenstvo Srbije za seniore
- Seniorska ženska ekipa TK Spartak sa njim na čelu osvojila naslov prvaka države Srbija 2019 godine.Seniorke TK Spartak sampioni 2019 Архивирано на веб-сајту  (7. август 2023)
- Juniorske i pionirske ekipe TK Spartak osvajaju više od 20 pojedinačnih i ekipnih titula državnog prvaka.
- 2019 godine objedinio titule u sve četiri konkurencije juniori,juniorke,seniori i seniorke.Istorijat TK Spartak Архивирано на веб-сајту  (7. август 2023)

## Reprezentativni trenerski uspesi
- 2016 postavljen za selektora juniorske selekcije države Srbija.
- 2017 trener selekcije u kojoj je Olga Danilović osvojila zlato a Marko Miladinović bronzu na Prvenstvu Evrope u Moskvi.
- 2022 trener selekcije u kojoj je Mia Ristić osvojila zlato na Prvenstvu Evrope u Češkoj.

## Posebna priznanja
- Više puta nagrađivan kao najuspešniji trener od Teniskog Saveza Vojvodine.
- 2020 proglašen za najuspešniji trener od Sportskog Društva Spartak.
- Nosilac Svetosavske nagrade za izuzetna trenerska dostignuća.

## Spoljašnje veze
- Spartak prvak 2023
- Olga Danilovic zlato
- Gradonačelnik primo takmičare i trenera Архивирано на веб-сајту  (1. август 2023)
- Spartak odbranio titulu
- Ladislav Demeter na krovu Evrope
- Ladislav Demeter najbolji trener SD Spartak
- Spartak odbranio titulu Архивирано на веб-сајту  (1. август 2024)